# Homophyllia australis
Homophyllia australis is een rifkoralensoort uit de familie Lobophylliidae. De wetenschappelijke naam van de soort is, als Caryophyllia australis, voor het eerst geldig gepubliceerd in 1849 door Henri Milne-Edwards & Jules Haime.
De soort komt voor in het Indo-Pacifisch gebied, bij Japan en in de Oost-Chinese Zee, ten oosten, zuiden en zuidwesten van Australië, in het Zuidwest-Pacifisch gebied, Micronesië en bij het Lord Howe-eiland ten oosten van Australië. Ze staat op de Rode Lijst van de IUCN geklasseerd als 'niet bedreigd'.